# جاكي يي رو ينغ
جاكي يي رو ينغ (بالإنجليزية: Jackie Yi-Ru Ying)‏ (مواليد 1966) هي عالمة أمريكية في مجال تقنية النانو، والمدير التنفيذي المؤسس لمعهد الهندسة الحيوية وتكنولوجيا النانو في سنغافورة.

## النشأة والوظيفة
وُلدت ينغ في تايبيه عام 1966. انتقلت إلى سنغافورة مع عائلتها في عام 1973 حيث كانت طالبة في مدرسة رولانج (Rulang) الابتدائية  ومدرسة رافلز للبنات. انتقلت عائلتها إلى نيويورك عندما كانت في الخامسة عشرة من عمرها. حصلت على بكالوريوس الهندسة، وتخرجت بامتياز مع مرتبة الشرف من معهد كوبر (Cooper Union) عام 1987. ثم التحقت بجامعة برينستون وحصلت على الماجستير في عام 1988 والدكتوراه في عام 1991، وكلاهما في الهندسة الكيميائية. أمضت عامًا كزميلة في همبولت في معهد المواد الجديدة في ساربروكن، وقامت بأبحاث في المواد النانوية البلورية مع هربرت غليتر. 
أصبحت ينغ أستاذة في قسم الهندسة الكيميائية في معهد ماساتشوستس للتكنولوجيا سنة 1992. تم تعيينها أستاذة جامعية في عام 2001؛ في سن الخامسة والثلاثين كانت واحدة من أصغر أساتذة معهد ماساتشوستس للتكنولوجيا. 
عادت ينغ إلى سنغافورة في عام 2003 لتكون أول مدير تنفيذي لمعهد الهندسة الحيوية وتكنولوجيا النانو، وهو قسم تابع لوكالة العلوم والتكنولوجيا والبحوث (A * STAR).  تتعلق أبحاثها بالتطبيقات الطبية الحيوية والحفازة للأنظمة والمواد ذات البنية النانوية.
في مارس 2018، استقالت ينغ من منصبها كمديرة تنفيذية في معهد الهندسة الحيوية وتكنولوجيا النانو لقيادة مختبرها الخاص، مختبر (NanoBio).

## الأوسمة والجوائز
في عام 2008، تم اختيار ينغ كواحدة من «100 مهندس في العصر الحديث» من قبل المعهد الأمريكي للمهندسين الكيميائيين. 
تم انتخاب ينغ في قاعة مشاهير النساء في سنغافورة في عام 2014. 
في ديسمبر 2015، أُعلن أنها كانت من الحاصلين على جائزة المصطفى الافتتاحية لعام 2015 التي تمنحها مؤسسة مصطفى للعلوم والتكنولوجيا. حصلت على جائزة "أفضل الإنجازات العلمية" لمساهماتها وإنجازاتها العلمية والتكنولوجية في تركيب المواد والأنظمة النانوية المتقدمة المصممة تصميماً جيداً، والمواد الحيوية ذات البنية النانوية، والنظم الحيوية المصغرة لمختلف التطبيقات المثيرة للاهتمام".
في عام 2017، تم تعيين ينغ زميلة في الأكاديمية الوطنية الأمريكية للمخترعين (NAI)، لتكون المرة الأولى التي يحصل فيها عالم مقيم في سنغافورة على أعلى وسام مهني للمخترعين الأكاديميين. تُمنح الجائزة للمخترعين الأكاديميين الذين أظهروا روحًا من الابتكار في إنشاء أو تسهيل الاختراعات البارزة التي ساهمت في المجتمع. تمتلك ينغ أكثر من 180 براءة اختراع أساسية وطلبات براءات اختراع أدت إلى 11 منتجًا فرعيا (spin-offs). أحد هذه النتائج العرضية (SmartCells Inc)، التي لديها تقنية قادرة على تنظيم إفراز الأنسولين تلقائيًا، اعتمادًا على مستويات الجلوكوز في الدم لعلاج مرض السكري. تم الاستحواذ على الشركة من قبل شركة الأدوية العملاقة ميرك في عام 2010. 

## الحياة الشخصية
ينغ هي مسلمة ملتزمة وقد اعتنقت الإسلام في أوائل الثلاثينيات من عمرها.